# American Broadcasting Company

Logotyp

American Broadcasting Company, ABC, är ett amerikanskt TV-bolag bestående av lokala stationer representerade över hela landet. 

## Historik
ABC grundades 1943, till en början sände man enbart radio för att 1948 ta över TV-verksamheten när Blue Network knoppades av från NBC och blev fristående. RCA startade NBC som mellan åren 1927 och 1943 drev två nätverk, Red Network och Blue Network. ABC ägs sedan 1996 av Walt Disney Company och är ett av fem stora nationellt representerade marksända TV-nätverken i USA. Utöver nätverkens tusentals affiliates finns även fristående lokala stationer. Nätverken är konstruerade så att de är uppbyggda av flera hundra lokala fristående TV-stationer, så kallade affiliates som i de flesta fall har lokala ägare.  Konkurrenterna inkluderar NBC, CBS, FOX och The CW. Radioverksamheten är sedan årtionden kraftigt nerskalad och blev till slut avsåld till andra ägare, främst radiobolaget Cumulus. 
Bland ABC:s mest framgångsrika program finns morgonprogrammet Good Morning America som under 2012 gick om NBC:s Today show som det mest sedda morgonprogrammet i USA. Bland ABC:s dagliga program finns vidare Nightline, Jimmy Kimmel samt ABC World News.
ABC-stationerna i New York och Los Angeles går under namnet (call letters) WABC-DT respektive KABC-DT och båda sänder på kanalplats sju vilket gör att de marknadsförs som Channel 7 eller ABC7. Under 2013 var WABC, ABC7 staden New Yorks mest sedda TV-station.

## ABC i Sverige

### ABC Studios i svenska Boxer
Nätverket ABC är officiellt inte tillgängligt i Sverige och Europa. Under 2010-talet har Disney/ABC dock lanserat on demand-tjänster med delar av sitt innehåll i bland annat Boxer i det svenska marknätet. VOD-tjänsten ABC Studios finns inkluderad i Boxers största programpaket och kan även beställas separat. ABC:s innehåll finns också i både den amerikanska och internationella versioner, däribland den svenska, av Netflix.
De flesta av ABC:s dramaserier och sitcoms köps dessutom in för visning av svenska kanaler, främst Kanal 5 och TV4 som för närvarande[när?] har ett löpande avtal med ABC. 

### OSN News
ABC News är ABC:s nationella nyhetsdivision. Satellitkanalen OSN News sänder dagligen ett par timmar av ABC News nyhetsutbud till abonnenter i Mellanöstern, Europa och Afrika. I dagsläget har dock inga svenska kabeloperatörer rättigheter att distribuera kanalen. Det går att teckna ett abonnemang på kanalen om man har en egen parabolantenn. Orbit News sänder till Sverige och Europa via satelliten Atlantic Bird 2 på 8,0° väst. I Sverige räcker det med en 60 centimeter stor parabol för att ta emot kanalen. Till Mellanöstern och Europa sänder kanalen från Eurobird 2 på 25,8° öst men för att ta emot sändningar från den satelliten i Sverige krävs en parabol på 1-2 meter.

## Program (i urval) från ABC
- 20/20
- ABC Primetime
- American Inventor
- America's Funniest Home Videos
- Boston Legal
- Brothers & Sisters
- Cougar Town
- Dancing with the Stars
- Desperate Housewives
- Extreme Makeover
- FlashForward
- Good Morning America
- Grey's Anatomy
- Huset fullt
- Här är ditt liv, Cory
- Jimmy Kimmel Live!
- Jims värld
- Kyle XY
- Lost
- Men in Trees
- Modern Family
- Scrubs
- Super Nanny
- The Bachelor
- Traveler
- Tummen mitt i handen (Home Improvement)
- Ugly Betty
- V
- World News with Charles Gibson